# Melania Mazzucco
Melania Gaia Mazzucco (Roma, 6 ottobre 1966) è una scrittrice e drammaturga italiana.

## Biografia
Nasce a Roma, figlia secondogenita di Andreina Ciapparoni e Roberto Mazzucco, anch'egli scrittore. Trascorre l'infanzia tra istituti per la riabilitazione dei bambini, palestre, campi sportivi di Monte Mario (come ginnasta e pallavolista) e teatri off di Trastevere, dove il padre allestisce i suoi spettacoli. Dopo aver conseguito la maturità classica al Liceo Mamiani, nel 1992 si laurea in Storia della Letteratura Italiana Moderna e Contemporanea presso la Sapienza con Biancamaria Frabotta (con cui era solita intrattenere, come ricorderà qualche decennio più tardi, «furibonde discussioni sul destino del romanzo»). Fra il 1988 e il 1990 frequenta il Centro Sperimentale di Cinematografia di Roma, e si diploma in sceneggiatura, dopo aver seguito saltuariamente anche i corsi di montaggio, costume, e fotografia. Esordisce nella narrativa nel 1992, con il racconto Seval, pubblicato dapprima sulla rivista Nuovi Argomenti e poi confluito nell’antologia Sotto il segno di Eros. Amore e sesso: otto racconti di scrittrici italiane (Marie Claire, 1993). Fra il 1995 e il 2002 collabora con l'Enciclopedia Treccani, come redattrice della sezione Letteratura e Spettacolo. Nel 1995 scrive, con il marito Luigi Guarnieri, Una pallida felicità. Un anno nella vita di Giovanni Pascoli, vincendo il concorso per opere teatrali inedite indetto dal Teatro Stabile di Torino. La commedia, prodotta dal Teatro Stabile di Torino per la regia di Walter Pagliaro, vince nel 1996 la Medaglia d'oro IDI come miglior opera drammatica italiana.
Nel 1996 pubblica il suo primo romanzo, Il bacio della Medusa, finalista al Premio Strega. A questo fanno seguito il romanzo La camera di Baltus, di argomento storico-artistico, anch'esso finalista al Premio Strega, e Lei così amata, romanzo biografico su Annemarie Schwarzenbach, tradotto in tedesco e in francese. Di Annemarie Schwarzenbach in seguito traduce la raccolta di racconti orientali La gabbia dei falconi (2007).
Fra il 1997 e il 2001 scrive svariati atti unici e radiodrammi a puntate per Radio Rai, Radio 2 e Radio 3, fra cui La vita assassina (1997), Requiem per la famosa scrittrice Mila B. (1998), Blunotte e Eros per Tre (con Luigi Guarnieri; 1998 e 1999), Dhulan - La sposa (2000), Vita da chef (2001, documentario). Con la regia di Wilma Labate e l'interpretazione di Valerio Binasco, Dhulan - La sposa vince nel 2001 il Prix Italia per il miglior radiodramma europeo e viene radiodiffuso in 7 paesi.
Del 2003 è il romanzo Vita, che reinventa in chiave fantastica e picaresca la vera storia di emigrazione in America del nonno paterno Diamante e dei suoi amici. Vincitore del Premio Strega, Vita ha grande fortuna anche all'estero: negli Stati Uniti è segnalato come New York Times Book Review editor's choice ed è incluso da Publishers Weekly tra i migliori dieci romanzi dell'anno, unico non in lingua inglese.
Nel 2005 pubblica Un giorno perfetto, romanzo corale che racconta ventiquattro ore nella vita di una dozzina di personaggi nella Roma contemporanea. Nel 2008 il libro diventa un film diretto da Ferzan Özpetek, con Isabella Ferrari e Valerio Mastandrea.
Le due opere successive sono dedicate alle vite del pittore veneziano Tintoretto e di sua figlia Marietta:  del 2008 è il romanzo La lunga attesa dell'angelo, mentre del 2009 è il saggio biografico Jacomo Tintoretto & i suoi figli. Storia di una famiglia veneziana. 
Nel 2011 ottiene il Premio Viareggio-Tobino alla carriera e il Premio De Sica per la letteratura. Nel 2012 pubblica Limbo, storia di una donna maresciallo sottufficiale degli Alpini, reduce da una drammatica missione in Afghanistan, e anche Il bassotto e la Regina, che inaugura la produzione di letteratura per ragazzi.
Nel 2013 pubblica il romanzo Sei come sei. Nel 2016 è la volta di Io sono con te, mentre nel 2020 Melania Mazzucco ritorna al genere del romanzo storico con L'Architettrice. Nel 2021 pubblica Fuoco infinito. Tiepolo 1917 (Italo Svevo Edizioni) e nel 2022 esce per Einaudi Self-Portrait. Il museo del mondo delle donne.
Dal 1997 a oggi Melania Mazzucco ha scritto articoli, reportage e racconti per il manifesto, Nuovi Argomenti, Il Messaggero, Il Sole 24 Ore, The New York Times, El País e la Repubblica.

## Opere

### Narrativa
- Il bacio della Medusa, Milano, Baldini & Castoldi, 1996 ISBN 88-8089-092-1.
- La camera di Baltus, Baldini & Castoldi, 1998, ISBN 88-8089-335-1.
- Lei così amata, Milano, Rizzoli, 2000, ISBN 88-17-86311-4.
- Vita, Rizzoli, 2003, ISBN 88-17-87162-1.
- Un giorno perfetto, Milano, Rizzoli, 2005, ISBN 88-17-00727-7.
- Un giorno da cani, Milano, Corriere della Sera, 2007.
- La lunga attesa dell'angelo, Rizzoli, 2008, ISBN 978-88-17-02585-0.
- La storia di Re Lear, Torino-Roma, Scuola Holden-La Biblioteca di Repubblica-L'Espresso, 2011, ISBN 978-88-8371-349-1.
- Limbo, Torino, Einaudi, 2012, ISBN 978-88-06-20938-4.
- Il bassotto e la Regina, Einaudi, 2012, ISBN 978-88-06-21446-3.
- Sei come sei, Einaudi, 2013, ISBN 978-88-06-20946-9.
- Io sono con te. Storia di Brigitte, Einaudi, 2016, ISBN 978-88-06-23253-5.
- L'Architettrice, Einaudi, 2019, ISBN 978-88-062-0942-1.
- Fuoco infinito. Tiepolo 1917, Roma, Italo Svevo Edizioni, 2021, ISBN 978-88-943594-9-7.
- Silenzio. Le sette vite di Diana Karenne, Einaudi, 2024, ISBN 978-88-062557-2-5.

### Teatro
- Dulhan - La sposa, Einaudi, 2023, ISBN 978-88-584440-4-7.

### Traduzioni
- Annemarie Schwarzenbach, La gabbia dei falconi. Tredici racconti orientali, traduzione e postfazione di M. G. Mazzucco, Milano, BUR, 2007, ISBN 978-88-17-01684-1.

### Saggistica
- Jacomo Tintoretto e i suoi figli. Storia di una famiglia veneziana, Rizzoli, 2009, ISBN 978-88-17-03038-0.
- "Le nuvole e l'oro. Tintoretto alla Sala dell'Albergo". In Grazia Fumo e Dino Chinellato (a cura di), Tintoretto svelato. Il soffitto della Sala dell'Albergo nella Scuola Grande di San Rocco, Milano, Skira, 2010, ISBN 978-88-572-0660-8, pp. 19–27.
- "Mani di pietra e mani di carta. Tre generazioni d'italiani d'America". In Margherita Ganeri, L'America italiana, Editrice Zona, 2010, ISBN 978-88-6438-106-0, pp. 7–28;
- "Il più arrischiato pittore del mondo". In Vittorio Sgarbi (a cura di), Tintoretto, catalogo della mostra alle Scuderie del Quirinale (25 febbraio-10 giugno 2012), Milano, Skira, 2012, ISBN 978-88-572-1355-2, pp. 1–11.
- Il Museo del Mondo. Edizione illustrata, Torino, Einaudi, 2014, ISBN 978-88-062-2314-4.
- Self-Portrait. Il museo del mondo delle donne, Torino, Einaudi, 2022, ISBN 9788806257781.

#### Articoli e contributi vari
- La vita assassina, radiodramma, Rai Eri, 1997, ISBN 88-397-0989-4.
- Blu notte, originale radiofonico in 30 puntate (con Luigi Guarnieri), Rai Eri, 2001, ISBN 88-397-1148-1.
- «Ricordandosi della sua misericordia», in Rosetta Stella (a cura di), Sul Magnificat, Marietti, 2001, ISBN 88-211-8511-7, pp. 233–244.
- «Loro», in Benedetta Centovalli (a cura di), Patrie impure: Italia, autoritratto a più voci, Milano, Rizzoli, 2003, ISBN 88-17-87107-9, pp. 107–119.
- L'anno marziano o Il compleanno della tigre, edizione non commerciale, Telecom, 2004.
- Il sogno svanito di un italiano rispettoso della legge, Corriere della Sera, 12 settembre 2004, p. 33[14];
- Io sono uno scrittore. Omaggio a L'isola di Arturo di Elsa Morante, edizione non commerciale, Telecom, 2005.
- «Eccomi qui immortale», Introduzione a Jane Austen, Orgoglio e pregiudizio, Milano, BUR, 2006, ISBN 88-17-01154-1, pp. 5–19.
- «Le persone che incontri in sogno», in AA.VV., Leggere Roma, Fandango, 2006, ISBN 88-6044-018-1, pp. 53–63.
- «L'ultima partita della signora B.», in AA.VV., Azzurri. Scrittori italiani raccontano il mito della Nazionale, Milano, Rizzoli, 2006, ISBN 88-17-01183-5, pp. 77–93;
- «John Fante: l'arte della fame», Introduzione a John Fante, La grande fame, Torino, Einaudi, 2007, ISBN 978-88-06-17139-1, pp. V-XXIII.
- Prefazione a Paula Fox, Il vestito della festa, Roma, Fazi, 2007, ISBN 978-88-8112-805-1, pp. 7–9.
- «La casa della letteratura», in AA.VV., La mia Olanda/Denken aan Holland, Libreria Bonardi, 2007, pp. 146–155.
- L'uomo che insegnava la vita con un pallone, Corriere della Sera, 21 febbraio 2010, p. 37[15].
- «I bei resti. Voci dal silenzio», in Andrea Matucci e Simona Micali (a cura di), I colori della narrativa. Studi offerti a Roberto Bigazzi, Aracne Editrice, 2010, ISBN 978-88-548-3479-8, pp. 293–310.
- «Suor Virginia Maria de Leyva detta Gertrude, monaca di Monza», in AA.VV, Ti vengo a cercare. Interviste impossibili, Torino, Einaudi, 2011, ISBN 978-88-06-20745-8, pp. 327–340.
- «I giorni della passione», Prefazione a Magda Ceccarelli De Grada, Giornale del tempo di guerra. 12 giugno 1940-7 maggio 1945, Bologna, Il Mulino, 2011, ISBN 978-88-15-23321-9, pp. 7–24.
- Black Iris (Iris nero): un incontro con Georgia O’Keeffe, in Georgia O’Keeffe, catalogo della mostra a cura di Barbara Buhler Lynes, Roma, Palazzo Cipolla, Monaco Kunsthalle, Helsinki Art Museum 4 ottobre 2011 – 9 settembre 2012, Skira, 2011, ISBN 978-88-572-1149-7.
- Franz e il suo doppio. I gemelli Liszt, in «Notiziario della Banca Popolare di Sondrio», n. 115, aprile 2011.
- Il Veneto sopra le righe, in Veneto, a cura di Marino Zorzi, Istituto dell’Enciclopedia Italiana Treccani, 2012.
- Articolo determinativo femminile, prefazione a Paola Di Nicola, La giudice. Una donna in magistratura, Ghena, 2012.
- «Tintoretto a Roma», in Notiziario della Banca Popolare di Sondrio, 118, aprile 2012, pp. 112–115.
- «Una donna pericolosa», Postfazione a Edna Ferber, So Big. Una storia americana, Milano, BUR, 2012, ISBN 978-88-17-05766-0.
- Eccomi qui immortale, prefazione a Jane Austen, Orgoglio e pregiudizio, Rizzoli, Milano 2013.
- La statua di argilla. La scrittura e la manutenzione della memoria, in Il letterato e lo storico. La letteratura creativa come storia, Franco Angeli, Milano 2013
- A solitary soul, introduzione a Kate Chopin, Il risveglio, Nova Delphi, Roma 2014
- All’ombra dell’ulivo saraceno, nota a Andrea Camilleri, La gita a Tindari, Sellerio, 2014.
- Il canto per ferro e sabbia, in Terra è cielo, catalogo della opere di Vittorio Buset, a cura di Marifulvia Matteazzi Alberti, Sartore, Fontaniriva (PD) 2014
- La sfinge e la fanciulla: femminile letali nell’immaginario del tardo Ottocento , in Il demone della modernità. Pittori visionari all’alba del secolo breve, catalogo della mostra omonima Rovigo, Palazzo Roverella 14 febbraio – 14 giugno 2015, Marsilio, 2015.
- Natura morta con pasta, telline e cicoria, In Novel of the world, Fondazione Arnoldo e Alberto Mondadori, Milano 2015
- Il pittore e la trasteverina, in «Notiziario della Banca Popolare di Sondrio», n. 128, agosto 2015
- Opere che passano come nuvole (ma lasciano ombra), in AA. VV, Il libro degli allievi. Per Biancamaria Frabotta, Bulzoni, 2016.
- Epicentro. Un epicedio per Castelsantangelo sul Nera, In «Notiziario della Banca Popolare di Sondrio», n. 133, aprile 2017.
- Crisantemo nero, in Procida racconta, Nutrimenti, 2017.
- Il remoto disordine della vita: un ritratto di Fausta Cialente, prefazione a Le quattro ragazze Wieselberger, La Tartaruga, Milano 2018, pp. 5-39 (poi anche in Cortile a Cleopatra, idem, 2022).
- Murillo. Il ragazzo di Siviglia, in «Notiziario della Banca Popolare di Sondrio», n. 138, dicembre 2018
- Roma è una donna. Il suo nome è Plautilla, in Roma Travel Tales, a cura di Jan Kralicek, Rizzoli, 2020.
- Jeanne Hébuterne. 100 anni dopo, in «Rewriters. Post-feminism:»; n.8, pp. 19-25 (s.d. ma 2020).
- Nella Roma liberata torna la cultura, in Roma Capitale 1871-2021, Repubblica, Le Guide, 2020.
- Eosinofilia, in Ferite, a cura di Caterina Bonvicini, Einaudi, 2021.
- Enrico Caruso. Un italiano in America, in «Notiziario della Banca Popolare di Sondrio», n. 145, aprile 2021.
- Tutte le donne sono innocenti, introduzione a Alba de Cespedes, Dalla parte di lei, Mondadori, 2021.
- ‘l nome mio ancor molto non suona, in Se tu segui tua stella, non puoi fallire, I grandi narratori raccontano il loro Dante, a cura di Alberto Casadei, Aldo Morace, Gino Ruozzi, Rizzoli, 2021.
- Una certa donna che vive ancora, in Una rivoluzione silenziosa. Plautilla Bricci pittrice e architettrice, a cura di Yuri Primarosa, catalogo della mostra Roma, Galleria Corsini 5 novembre 2021- 19 aprile 2022, Officina Libraria, 2021.
- Metamorfosi, in «Sotto il vulcano», a cura di Melania G. Mazzucco, n. 2/10, febbraio 2022.
- La vita di Wanda Ferragamo, introduzione a Ginevra Visconti, Il libro rosso di Tà, Electa, 2022.
- La perla di Isabella d’Este, prefazione a Maria Bellonci, Rinascimento privato, Mondadori, 2022.
- Tintoretto: una luce inattesa. Lampi, aureole, braci e altri lumi, in Dal buio alla luce. Scrittori nei musei prima della luce elettrica 1798-1898, a cura di Rosella Mamoli Zorzi, Katherine Manthorne, Serena Fornasiero, Società Dante Alighieri, 2022.
- La befana del ferroviere, in La memoria delle stazioni, a cura di Chiara Sbarigia, Cinecittà-Marsilio, 2022.

## Riconoscimenti
- 2000 - Premio Vittorini e Premio Napoli[16] per Lei così amata
- 2003 - Premio Strega[17] per Vita
- 2005 - Premio internazionale Arcebispo Juan de San Clemente di Santiago di Compostela per il miglior romanzo straniero e Globe and Mail Book of the Year per Vita
- 2009 - Premio Bagutta e Premio Scanno per La lunga attesa dell'angelo; Premio Pozzale Luigi Russo, Premio Palmi e il Premio Comisso per la saggistica[18][19] per Jacomo Tintoretto e i suoi figli. Storia di una famiglia veneziana
- 2012 - Premio Bottari Lattes Grinzane e Premio Nazionale Rhegium Julii Narrativa[20] per Limbo
- 2016 - Premio Letterario Basilicata[21] per Io sono con te. Storia di Brigitte
- 2020 - Premio Alassio Centolibri - Un autore per l'Europa,[22] Premio Stresa,[23] "Premio Manzoni"[24] e 2º posto al Premio letterario nazionale per la donna scrittrice per L'Architettrice

### Monografie
- Rebecca Wright, Il Bacio della Medusa: Towards a Definition of a Feminist Discussive Space, tesi PHD New York University, 1997;
- Arnaldo Colasanti, "Melania G. Mazzucco. (Sonata per violoncello)". In Rosebud. Una generazione di scrittori italiani, Quiritta, 2003, ISBN 978-88-8403-016-0, pp. 316–353;
- Maurizio Dardano, "Narratori di oggi. Mazzucco e Veronesi". In Leggere i romanzi. Lingua e strutture testuali da Verga a Veronesi, Carocci, 2008, ISBN 978-88-430-4422-1, pp. 203–205;
- Monica Cristina Storini, "Antonio c'est moi? Sul realismo di Un giorno perfetto di Melania G. Mazzucco". In Elisabetta Mondello (a cura di), Roma Noir 2008. “Hannibal the cannibal c'est moi?” Realismo e finzione nel romanzo noir italiano, Robin, 2008, ISBN 978-88-7371-479-8, pp. 107–128;
- Alberto Asor Rosa, "Narratori di oggi". In Storia europea della letteratura italiana, Einaudi, 2009, III voll., ISBN 978-88-06-16720-2, pp. 607–609;
- José Luis Espinosa Sales, "Historia y literatura entra Annemarie Schwarzenbach y Melania G. Mazzucco". In María Mercedes González De Sande (a cura di), Scrittrici e figure femminili: letteratura italiana e italo-spagnola, ArciBel 2009, ISBN 978-84-96980-51-8, pp. 175–184:
- Grazia Nicotra, Ogni libro ne genera un altro. La forma romanzo in Melania Mazzucco, tesi di laurea specialistica in Testo, linguaggi e letterature, Università la Sapienza, anno accademico 2009-2010;
- Paolo Di Paolo, "Il corpo è una miniera strana. Sulle tracce di Tintoretto". In La fine di qualcosa. Scrittori italiani tra due secoli, Giulio Perrone editore, 2012, ISBN 978-88-6004-242-2, pp. 144–153.
- Giorgia Alù, "Fleeting Photographs and Vanishing Rebels in Melania Mazzucco’s Fiction". In Giorgia Alù, Journeys Exposed: Women's Writing, Photography and Mobility, London and New York: Rutledge, 2018.

### Articoli
- Laura Di Nicola, "'Il romanzo come genere aperto. Lei così amata". In Narrativa. Le roman italien contemporain, Centre de recherches italiennes, Université Paris X, Nanterre, 20/21, jouin 2001, pp. 35–43;
- Maddalena Tirabassi, "Melania G. Mazzucco: Vita, una storia di emigrazione vista dall'Italia". In Altreitalie, 26, 2003, gennaio-giugno, pp. 112–115;
- Mauro Boarelli, "L'utopia del rabdomante". In Novecento, 13, luglio-dicembre 2005, pp. 173–184;
- Tiziana Migliaccio, "La chiaroveggenza del già vissuto. Melania G. Mazzucco, Lei così amata". In Sincronie. Rivista semestrale di letterature, teatro, e sistemi di pensiero, X, 19, gennaio-giugno 2006, pp. 111–120;
- Stefania Lucamante, "The Privilege of Memory Goes to the Women: Melania Mazzucco and the Narrative of the Italian Migration". In Modern Languages Notes, 124.1, 2009, pp. 293–315;
- Stefania Lucamante, "Fine del viaggio per un genio sofferto". In Legendaria, 74, marzo 2009, pp. 45–46;
- Stefania Lucamante,"The Making and the Unmaking of the Eternal City: A History of Violence in an Everyday Perfect Day". In Annali d'Italianistica, vol. 28, 2010, pp. 375–402.
- Giorgia Alù, “Melania Mazzucco’s Vanishing Heroines: The Visual in Medusa’s Kiss and Limbo”. In Critique. Studies in Contemporary Fiction, Vol 58, no. 4 2017, pp. 459-470.